# Boğazkale
Boğazkale, korábbi ismert nevén Bogazköy vagy Boğazkoy Törökország egyik települése a Fekete-tengeri régió Çorum tartományában, Boğazköy kerületben. Önmagában jelentéktelen település, nevezetessége abból ered, hogy az ókori Hettita Birodalom fővárosának, Hattuszasznak romjai állnak a közelében, valamint az egykor ahhoz tartozó Yazılıkaya sziklaszentély. Emiatt a világörökség része.